# National Australia Bank

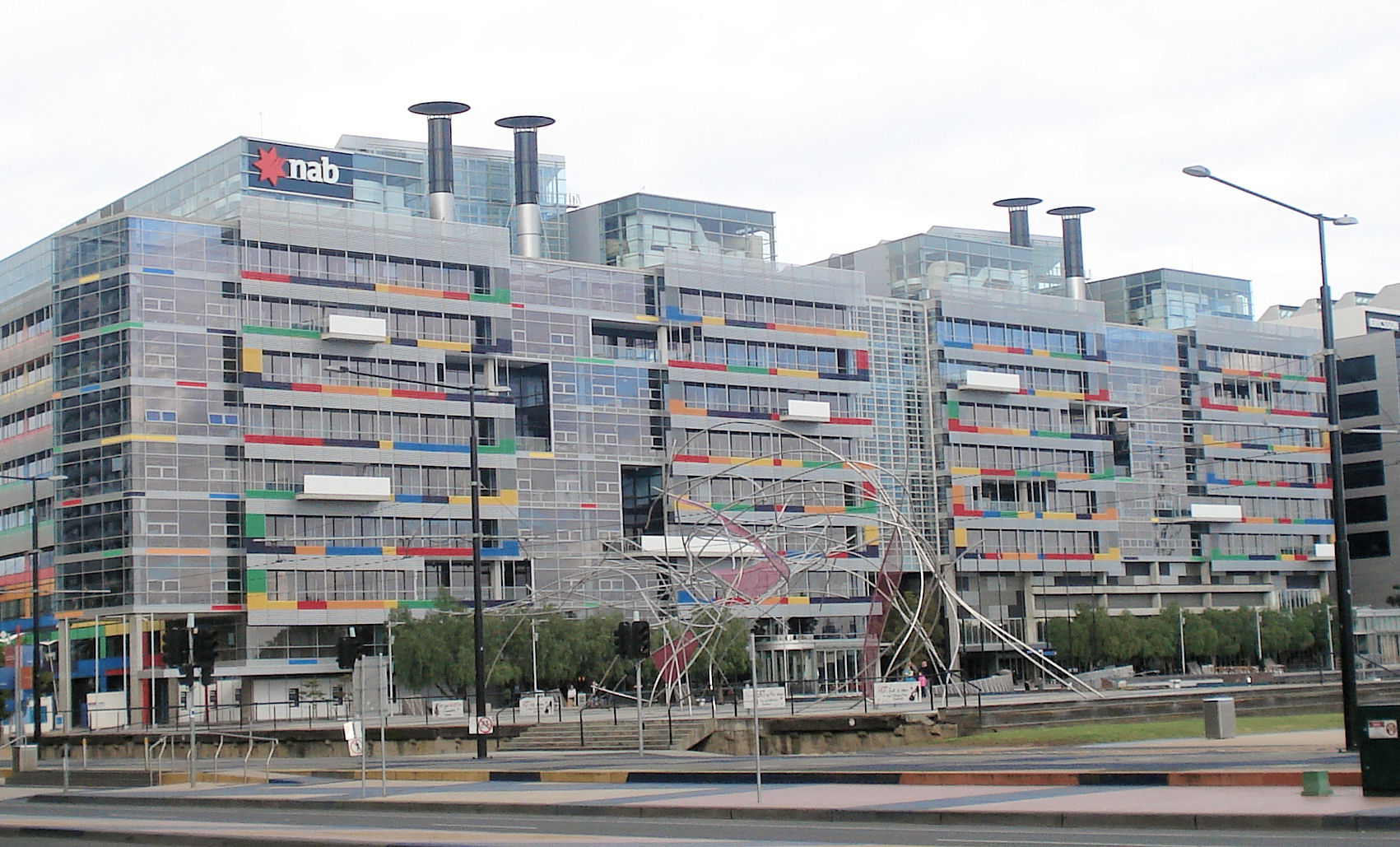
National Australia Banks kontor i Melbourne.

National Australia Bank (NAB) är Australiens största finansiella institution och bank. Banken tillhör topp 30 i världen över finansbolag och hade den 30 september 2008 tillgångar på A$657 miljarder, samt en omsättning på 15,4 miljarder. Banken är verksam i 10 länder.